# 大邱都市鉄道
大邱都市鉄道（テグとしてつどう）は、大邱交通公社が運営している大韓民国大邱広域市の都市鉄道である。

## 歴史
- 1989年9月1日：大邱地下鉄建設本部設立。
- 1991年12月7日：1号線着工。
- 1995年4月28日：1号線建設現場で爆発事故が発生。
- 1995年11月20日：大邱広域市地下鉄公社創立。
- 1996年12月19日：2号線着工。
- 1997年11月26日：1号線1期区間（辰泉駅 - 中央路駅）が開業。
- 1997年12月31日：1号線3期区間（大谷駅 - 辰泉駅）着工。
- 1998年5月2日：1号線2期区間（中央路駅 - 安心駅）開通。
- 2002年5月10日：1号線3期区間（大谷駅 - 辰泉駅）開通。
- 2003年2月18日：中央路駅で大邱地下鉄放火事件が発生。教大駅 - 東大邱駅間が8カ月間運休。
- 2003年10月21日：中央路駅を通過する形で全線通行再開。
- 2003年12月31日：中央路駅営業再開。
- 2005年10月18日：2号線1期区間（汶陽駅 - 沙月駅）開通。
- 2007年6月4日：2号線2期区間（沙月駅 - 嶺南大駅）着工。
- 2008年10月1日：大邱都市鉄道公社に改称。
- 2009年5月17日：3号線着工。
- 2010年7月22日：1号線4期区間（舌化椧谷駅 - 大谷駅）着工。
- 2012年9月19日：2号線2期区間（沙月駅 - 嶺南大駅間）開通。
- 2015年4月23日：3号線開通。
- 2016年9月8日：1号線4期区間（舌化椧谷駅 - 大谷駅）開通。
- 2017年5月25日：全駅にホームドアの設置完了。
- 2019年5月17日：1号線5期区間（安心駅 - 河陽駅）着工[1]。
- 2022年9月1日：大邱交通公社が成立[2]。
- 2024年12月14日 - 大慶線が開業[3]。
- 2024年12月21日 - 1号線5期区間（安心駅 - 河陽駅）が開通[4]。

## 路線

### 営業中
| 色 | 路線名称 | 区間                    | キロ程 | 駅数 | 開業年度 | 事業者       |
| -- | -------- | ----------------------- | ------ | ---- | -------- | ------------ |
|    | 1号線    | 舌化椧谷駅 - 河陽駅     | 37.1km | 35   | 1997年   | 大邱交通公社 |
|    | 2号線    | 汶陽駅 - 嶺南大駅       | 31.4km | 29   | 2005年   | 大邱交通公社 |
|    | 3号線    | 漆谷慶大病院駅 - 龍池駅 | 23.9km | 30   | 2015年   | 大邱交通公社 |
|    | 大慶線   | 亀尾駅 - 慶山駅         | 61.9km | 9    | 2024年   | 韓国鉄道公社 |

### 車両
- 1号線：1000系電車
- 2号線：2000系電車
- 3号線：3000系電車
- 大慶線：392000系電車

## 運賃
- 大人普通運賃は全区間均一1700ウォン。
- 交通カード利用時の大人運賃は全区間均一1500ウォン。交通カードは韓国で発行されるものの大部分が利用できるが、券売機でのチャージは大邱地域で使われている「Onepass」のみ対応しており、その他のカードは駅構内にあるコンビニエンスストアでチャージする必要がある。
- 2023年、全国の都市鉄道では初めて、敬老無賃制度の対象年齢を、既存の65歳以上から段階的に引き上げ、2028年に70歳以上にすることを決めた。

## 事故
- 大邱上仁洞ガス爆発事故
- 大邱地下鉄放火事件